# Долфин енд Юниън
Долфин енд Юниън (на английски: Dolfin and Union Strait) е проток в Северния ледовит океан, в югозападната част на Канадския арктичен архипелаг, между остров Виктория на север и континента на юг. Дължината му от запад-северозапад на изток-югоизток е 161 km, а ширината му – от 24 km на изток до 90 km на запад. Протокът се явява участък на два от 4-те варианта за преминаване през т.нар. Северозападен морски път (виж статията за Северозападния морски път). Свързва залива Амундсен на запад-северозапад със залива Коронейшън на изток-югоизток, които също са съставни части на Северозападния морски път. Максималната му дълбочина е 195 m. Бреговете му са предимно ниски, равнинни, частично заблатени и слабо разчленени. В източната му част се намират няколко малки острова: Ламберт, Листън, Дъглас и др. От средата на октомври до юли е покрит с ледове, а по време на краткото лято, когато ледовете частично се размразяват, преминаващите морски кораби трябва да се съпровождат от ледоразбивач.
Протокът е открит, първично изследван и картиран през август 1826 г. от шотландския полярен изследовател Джон Ричардсън, участник в експедицията на Джон Франклин. Ричардсън наименува открития от него проток по имената на своите две малки лодки „Долфин“ и „Юниън“, с помощта на които извършва своите открития.